# Sant Marcel de Vilallonga de la Salanca

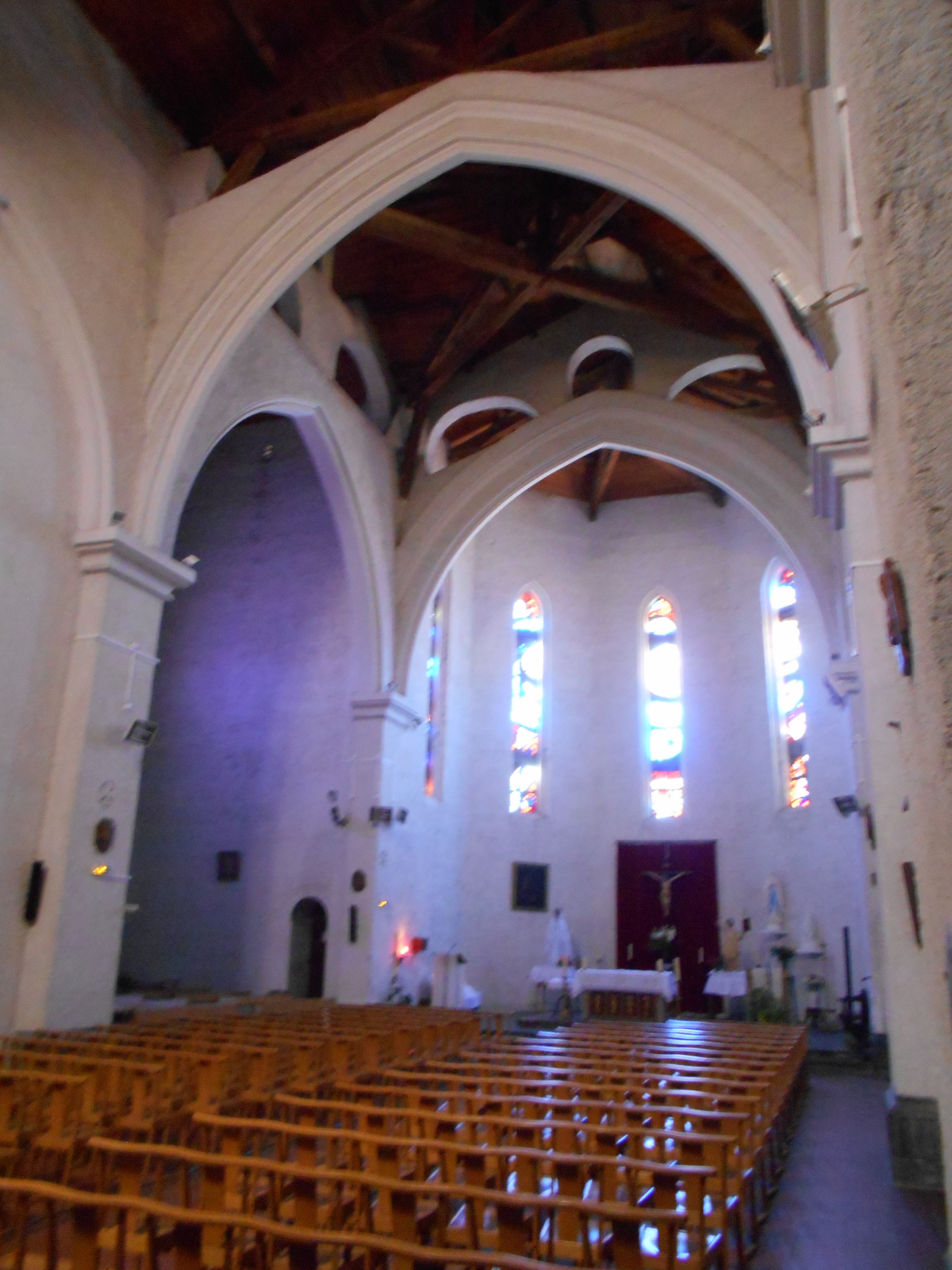
Interior de l'església

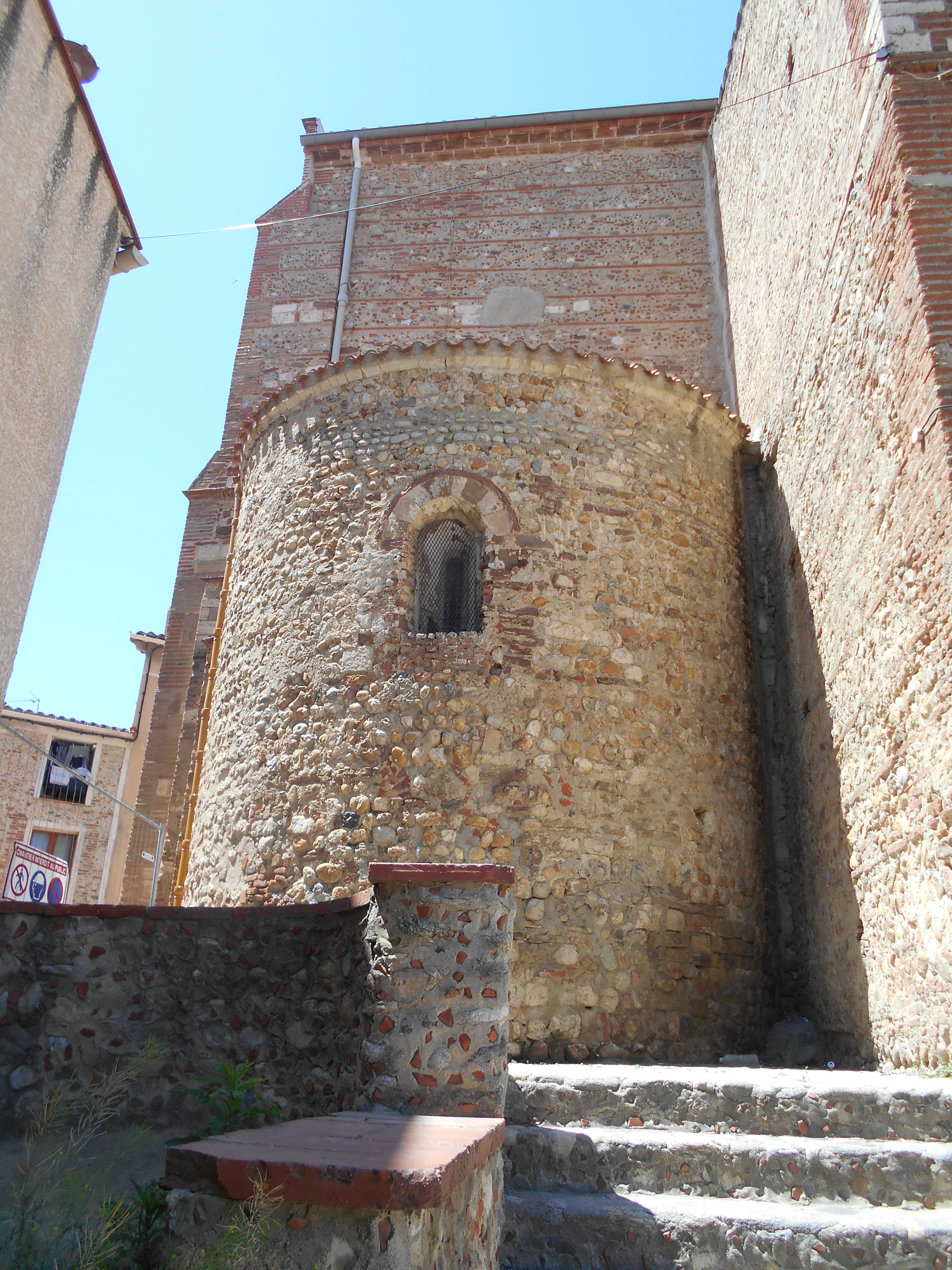
L'absis romànic

Sant Marcel de Vilallonga de la Salanca és l'església parroquial del poble rossellonès de Vilallonga de la Salanca, a la Catalunya del Nord.
Està situada al bell mig de la cellera primigènia del poble, al carrer actualment anomenat de l'Església.
Originalment romànica, es conserva una part de l'obra medieval, actualment als peus de l'església: mirant cap a llevant es troba l'absis original, mentre que diversos fragments de parets de la façana meridional del temple primitiu es conserven a l'actual façana principal de l'església. L'església romànica tenia el cementiri al seu voltant, i una part de l'església construïda el segle xix ocupa l'espai originalment destinat a cementiri.
El segle xvi fou el moment en què es construí el campanar i l'església romànica fou ampliada cap al nord amb el segon tram de l'església actual (el primer correspon a l'església romànica); una de les pedres cantoneres duu la data del 1508. Finalment, al XIX es construí el tercer tram i la capçalera damunt del lloc que havia ocupat el cementiri, el qual fou traslladat fora vila vers el 1850, després d'haver quedat saturat per una epidèmia de còlera.